# إليانور وبارك (رواية)
إليانور وبارك هي رواية للشباب كتبتها رينبو رويل عام 2013.

## القصة
بارك شيريدان، شاب ثنائي العرق (كوري - ايرلندي)؛ أمّا اليانور دوغلاس، فهي فتاة ذات الشعر الأحمر تعاني من زيادة الوزن، يعيشون كليهما في أوماها، نبراسكا في عام 1986. تدور الرواية حول قصة حب، لكنها تتناول عدة قضايا مثل العنف المنزلي وإساءة معاملة الأطفال والعنصرية والبلطجة.

## الشخصيات
- إليانور دوجلاس: فتاة ذات الشعر الأحمر، الأخت الكبرى لخمسة أخوة، فتاة جديدة في المدرسة.
- بارك شيريدان: صبي في سن المراهقة، ويهوى الكتب الهزلية والموسيقى، ولد لأب إيرلندي وأم أمريكية كورية.
- سابرينا: والدة إليانور.
- والد بارك: جيمي
- والدة بارك: ميندي
- جوش: شقيق بارك الأصغر
- ريتشي: زوج والدة إليانور
- تينا: زميلة بارك التي ترهب إليانور
- ستيف:زميل بارك في المدرسة
- شقيق إليانور: بن
- شقيقة إليانور: مايسي
- الفأر (ارميا): شقيق إليانور الأصغر (خمس سنوات)
- ريتشي الابن: الاخ غير الشقيق لإليانور، والمعروفة باسم "الطفل"